# شركة منبثقة
الشركة المنفصلة أو الشركة المنبثقة هي نوع من إجراءات الشركة حيث «تفصل» الشركة قسمًا ليصير عملًا تجاريًا منفصل عن الشركة الأم في عملية تسمى الإفراق.

## الأسباب
أحد الأسباب الرئيسية لما أطلقت عليه مجلة ذي إيكونوميست «إحياء انفجار النجوم» لعام 2011 هو أن «الشركات التي تبحث عن مشترين لأجزاء من أعمالها، لا تحصل على عروض جيدة من شركات أخرى، أو من الأسهم الخاصة». على سبيل المثال، كانت مجموعة فوستر، وهي شركة مشروبات أسترالية، مستعدة لبيع نشاطها التجاري في النبيذ. ومع ذلك، نظرًا لعدم وجود عرض جيد، قررت فصل تجارة النبيذ، والتي تسمى الآن Treasury Wine Estates.

### التكتلات
وفقًا لمجلة ذي إيكونوميست، فإن القوة الدافعة الأخرى لانتشار الشركات المنبثقة هي «خصم التكتلات»، أي أن «أسواق الأسهم تقدر مجموعة متنوعة بأقل من مجموع أجزائها».

## أمثلة
بعض الأمثلة على الشركات المنبثقة (وفقًا لتعريف هيئة الأوراق المالية والبورصات):
- انبثقت مجموعة إكسبيديا عن شركة مايكروسوفت في عام 1999، مع الشركات الفرعية التابعة لها التي تحمل الاسم نفسه.[6]
- انبثقت دريم ووركس أنيميشن من دريم ووركس في عام 2004.[7]
- انبثقت كوفيديان من تايكو الدولية في عام 2007.[8]